# Giorgio Galimberti
Giorgio Galimberti es un tenista italiano nacido el 5 de septiembre de 1976 en Milán. Es profesional desde 1995. En la modalidad singles no ha ganado aún títulos ATP; sin embargo si lo ha hecho en dobles. Su mayor ranking en individuales fues 115 en mayo de 2003, mientras que en dobles fue 65 en junio de 2005.

## Títulos

### Clasificación en torneos del Grand Slam
| Torneo               | 2005 | 2004 | 2003 | 2002 | 2001 | 2000 | 1999 | 1998 | Títulos |
| -------------------- | ---- | ---- | ---- | ---- | ---- | ---- | ---- | ---- | ------- |
| Abierto de Australia | -    | -    | -    | -    | -    | -    | -    | -    | 0       |
| Roland Garros        | -    | -    | 2r   | 1r   | -    | -    | -    | -    | 0       |
| Wimbledon            | -    | -    | -    | -    | -    | -    | -    | -    | 0       |
| US Open              | 2r   | -    | 1r   | -    | -    | -    | -    | 2r   | 0       |
| Tennis Masters Cup   | -    | -    | -    | -    | -    | -    | -    | -    | 0       |

### Dobles
| Leyenda                |
| Grand Slam (0)         |
| Tennis Masters Cup (0) |
| ATP Masters Series (0) |
| ATP Tour (1)           |

| N.º | Fecha               | Torneo        | Superficie | Pareja                     | Oponentes en la final                                       | Resultado          |
| --- | ------------------- | ------------- | ---------- | -------------------------- | ----------------------------------------------------------- | ------------------ |
| 1.  | 31 de enero de 2005 | Milán, Italia | Carpeta    | Daniele Bracciali (Italia) | Jean Francois Bachelot (Francia) / Arnaud Clément (Francia) | 6-7(10) 7-6(6) 6-4 |

### Finalista en dobles
- 1998:
  - ATP de Bolonia junto a Massimo Valeri pierden ante Brandon Coupe y Paul Rosner por 6-7 3-6 sobre tierra batida.
- 2004:
  - ATP de Milán junto a Daniele Bracciali pierden ante Jared Palmer y Pavel Vízner por 4-6 4-6 sobre carpeta.

### Clasificación en torneos del Grand Slam
| Torneo               | 2006 | 2005 | 2004 | Títulos |
| -------------------- | ---- | ---- | ---- | ------- |
| Abierto de Australia | 1r   | 2r   | -    | 0       |
| Roland Garros        | 1r   | 3r   | -    | 0       |
| Wimbledon            | -    | 1r   | 1r   | 0       |
| US Open              | -    | 1r   | -    | 0       |
| Tennis Masters Cup   | -    | -    | -    | 0       |

## Copa Davis
Debutó en la Copa Davis cuando Italia visitó a Zimbawe en septiembre de 2001, con una victoria ante Genius Chidnikwe por 6-2 6-2.
Su récord en la competición es de 1 victoria y 1 derrota.